# Palazzo Caracciolo d’Arena

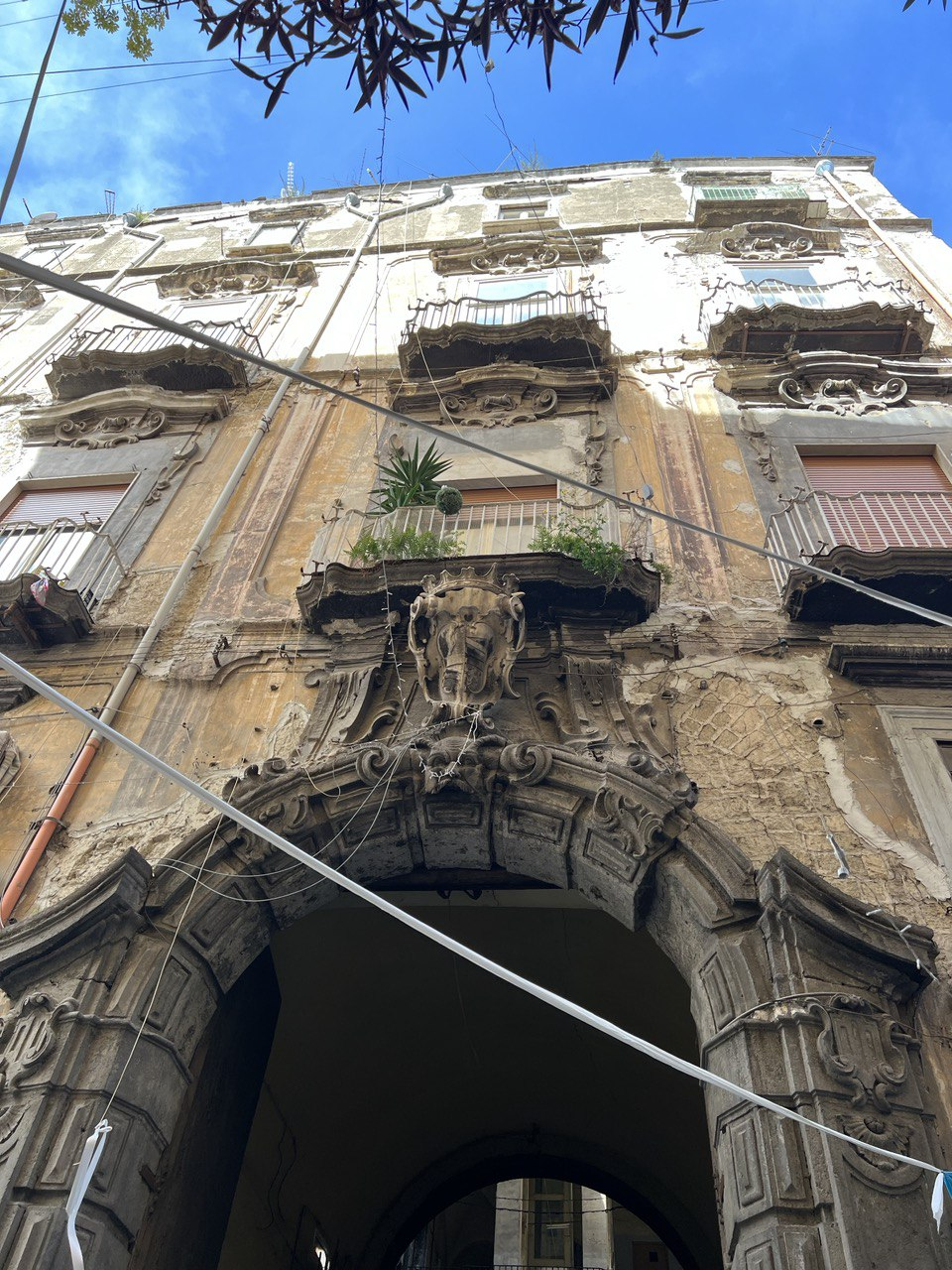
Palazzo Caracciolo d’Arena in Neapel, Portal und Fassade zur Via dei Tribunali.

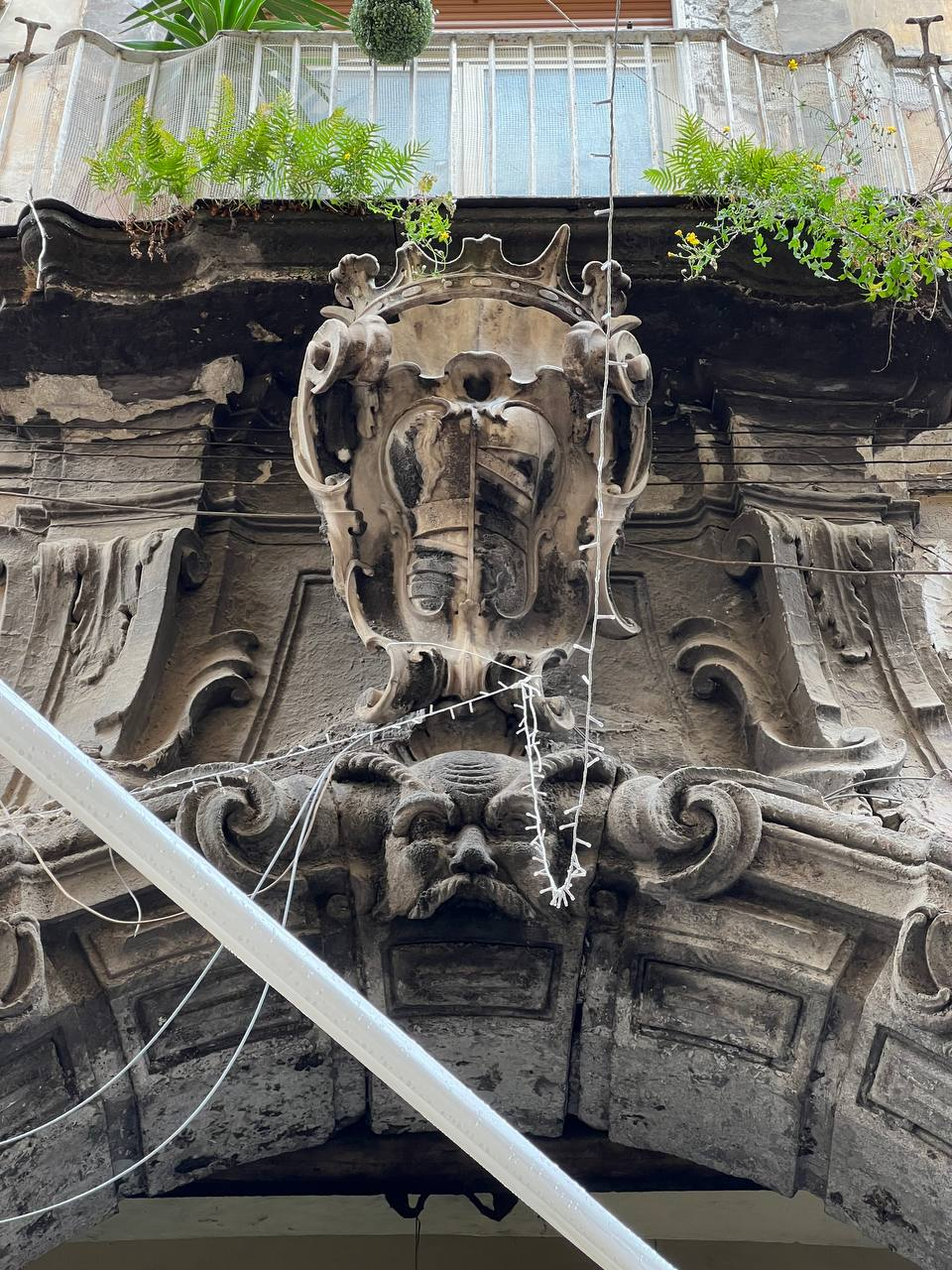
Das Wappen der Familie Caracciolo d‘Arena

Der Palazzo Caracciolo d’Arena ist ein Palast aus dem 15. Jahrhundert im Viertel San Lorenzo von Neapel in der italienischen Region Kampanien. Er liegt in der Via dei Tribunali, 169.

## Geschichte
Der Palast ist ein Zeugnis der Renaissance, des Barock und des Rokoko im historischen Zentrum der Stadt: Die ältesten Teile, wie die Bögen im Innenhof, stammen aus dem 15. Jahrhundert, wogegen der Gesamteindruck des Gebäudes auf die Restaurierungen im 18. Jahrhundert zurückzuführen ist.
Der Palast gehörte ursprünglich den Caracciolos, Markgrafen von Arena, und bildete mit dem anschließenden Palazzo Caracciolo di Martina mit Eingang vom Vico Sedil Capuano aus und mit weiteren Residenzen der Caracciolos in Capuana ein bedeutendes Element der Ansiedlung der Adelsfamilie in der Gegend von Capuana und der Straße Decumano maggiore. Im 19. Jahrhundert fiel der Palast an die Markgräfin Giacomina Como Falces und an ihre Kinder und Erben, die Barone Vitale di Santa Maria Iacobe.

## Beschreibung
Der Palast schließt die Bögen des alten Sedile di Capuana ein. Die Fassade, die sich im Stadium des Verfalls befindet, ist reich mit Stuck dekoriert und durchbrochen von Fenstern mit geschwungenen Verzierungen, wie die Balustraden der Balkone aus Piperno.
Das Steinportal aus Piperno ist ebenfalls reich dekoriert: Das Maskaron, das als Schlussstein fungiert, ist das Familienwappen der Caracciolos und es wiederholt sich am Mittelbalkon des ersten Obergeschosses. Es wurde 1744 von den Bildhauern Giovanni Passaro und Domenico d’Ambrogio unter der Leitung von Bartolomeo Vecchione geschaffen.
Im Innenhof gibt es eine offene Treppe mit einem einzigen Bogen pro Stockwerk, dessen ursprüngliche Konfiguration durch den Anbau von zwei Pilastern aus Stahlbeton verändert wurde, um den Bau nach Bombenschäden des Zweiten Weltkrieges etwas stabiler zu machen, aber ohne die architektonischen Konsequenzen zu bedenken.